# Országtanács
Az Országtanács a kormányzói szék megüresedése esetén felállítandó ideiglenes államfői testület. Feladata az új államfő kijelölésében való közreműködés illetve annak megválasztásáig az államfői teendők ellátása. Jogi kereteit az 1937. évi XIX. tc. szabta meg.

## Az Országtanács tagjai
A legfontosabb közjogi méltóságok:
- a miniszterelnök
- a képviselőház elnöke
- a felsőház elnöke
- Magyarország hercegprímása
- a Kúria elnöke
- a Közigazgatási Bíróság elnöke
- a M. Kir. Honvédség főparancsnoka.

## Története
Az Országtanács intézményének létrejöttét Horthy Miklós kormányzó magas kora és a harmincas években egyre gyakoribbá váló megbetegedései indokolták. A helyzetet bonyolította, hogy a kormányzói tisztséget - alkotmányosan - eleve ideiglenes tekintették, így annak megüresedése esetére nem voltak alkotmányos szabályok. A tisztség továbbadása, az utódlás, öröklés kérdése pedig felszínre hozhatta a legitimisták részéről a dinasztiaalapítás vádját.